# Ёлнать (река)
Ёлнать — река в России, протекает по Кинешемскому и Юрьевецкому районам Ивановской области. Река впадает в Горьковское водохранилище (залив Ёлнать) у Михайлова. До создания водохранилища река впадала справа в Волгу в 2390 км от устья. Длина реки составляет 54 км, площадь водосборного бассейна — 714 км².
Высота устья — 83,8 м над уровнем моря.

## Притоки
(указано расстояние от устья)
- ? км: река Паж (пр)
- ? км: река Пажик (пр)
- ? км: река Паж (лв)
- 6,9 км: река Талка (пр)
- 13 км: река Шилеконка (пр)
- 25 км: река Юхма (лв)

## Данные водного реестра
По данным государственного водного реестра России относится к Верхневолжскому бассейновому округу, водохозяйственный участок реки — Волга от города Кострома до Горьковского гидроузла (Горьковское водохранилище), без реки Унжа, речной подбассейн реки — Волга ниже Рыбинского водохранилища до впадения Оки. Речной бассейн реки — (Верхняя) Волга до Куйбышевского водохранилища (без бассейна Оки).
Код объекта в государственном водном реестре — 08010300412110000013865.